# Progress M-16M
La missione Progress M-16M del programma russo Progress, registrata dalla NASA come missione 48P, è una missione di rifornimento della stazione spaziale internazionale completamente automatizzata, senza equipaggio a bordo.

## Lancio
La navetta è partita dal cosmodromo di Baikonur in Kazakhistan il primo agosto 2012 senza nessun ritardo, ed è arrivata a destinazione solo 6 ore dopo la partenza, compiendo solo 4 orbite prima dell'attracco; questo successo è dovuto al nuovo sistema di rendezvous sperimentato nelle missioni precedenti con manovre di redocking. Il risultato è molto significativo in quanto permetterà dal 2015 anche alle navette Sojuz con equipaggio di ridurre considerevolmente il tempo di viaggio, limitando lo stress dell'equipaggio.

## Carico
Il rifornimento effettuato con questa missione ha portato principalmente carburante, beni di prima necessità all'equipaggio (acqua, cibo, ossigeno) e strumentazione per esperimenti.

## Manovra evasiva
In concomitanza col periodo di attracco della navicella alla ISS, la NASA ha rivelato un detrito la cui traiettoria in decadenza potrebbe intersecare la traiettoria della ISS. Il detrito apparteneva ad un vecchio satellite Iridium ed aveva una sezione di un decimetro quadrato circa. Il rischio calcolato era superiore al livello di attenzione di 1:10000.
La navicella russa ha eseguito una manovra DAM, debris avoidance manouvre, per spingere la ISS fuori dalla traiettoria di pericolo, rimanendo attraccata e accendendo i motori per 7 minuti, accelerando la ISS di 0,5 m/s .

## Rientro
Il 9 febbraio 2013 il veicolo ha effettuato una ordinaria operazione di undocking e decadimento dell'orbita fino ad incontrare l'atmosfera terrestre disintegrandosi sopra l'oceano pacifico, lontano da ogni centro abitato.